# Bluesnarfing
Bluesnarfing – technika nieuprawnionego zdobywania danych za pośrednictwem Bluetooth. Najczęściej osoby zajmujące się bluesnarfingiem korzystają z przenośnych urządzeń, tj. laptop, palmtop, smartfon, telefon komórkowy.
Osoba próbująca uzyskać dostęp do danych w innym urządzeniu wysyła ofierze wiadomość za pośrednictwem Bluetooth, najczęściej jako wizytówkę w formacie vCard. Odbiorca dostaje wiadomość (bez potwierdzenia zgody na odbiór), a jej tekst często automatycznie pojawia się na ekranie (np. „Problemy sieciowe. Wpisz pin 1234”). Następnie napastnik włącza odpowiednią aplikację pozwalającą na zdalny dostęp do innej maszyny wyposażonej w Bluetooth po wpisaniu tego samego PIN-u, który wysłany został w wiadomości. Ofiara, wpisując ten numer, może narazić się na utratę danych.

## Bluesnarf i Bluesnarf++
Atak Bluesnarf jest metodą łączenia się z usługą OBEX Push, często używaną do wysyłania i odbierania elektronicznych wizytówek vCard. Niektóre telefony pozwalają także na żądanie pliku, czyli OBEX Get. Wtedy, nie znając nawet położenia obiektu w systemie plików telefonu ofiary, obchodząc fazę uwierzytelniania, napastnik może pobrać go na swój telefon. 
Inny rodzaj ataku, Bluesnarf++, pozwala na pełny dostęp do plików ofiary, również, oprócz odczytywania, zapisywanie danych.
Terminu Bluesnarfing nie należy mylić z pojęciem Bluejacking (wysyłaniem wiadomości przez Bluetooth).